# El Porrosillo
El Porrosillo es una pedanía perteneciente al municipio de Arquillos, a unos 5 km al norte de esta localidad, en la provincia de Jaén (Andalucía, España). Se encuentra en la comarca de El Condado, a 1 km del río Guadalén, cuyas aguas ya encuentran la represa que provoca el embalse del Guadalén. Cuenta con una población a 1 de enero de 2020 según el INE de 211 personas.

## Demografía
Evolución de la población
| Gráfica de evolución demográfica de El Porrosillo entre 2000 y 2019 |
|                                                                     |
| Población de derecho (2000-2019) según el padrón municipal del INE  |

## Historia
La aldea de El Porrosillo fue fundada entre finales de 1769 y comienzos de 1770 alrededor de un cortijo homónimo previamente existente en la ubicación de la pedanía. Uno de los visitadores de las Nuevas Poblaciones de Andalucía y Sierra Morena encargados por el Consejo de Castilla, Pedro José Pérez-Valiente, anotó en su visita de agosto de 1769 la contrariedad que suponía que los colonos vivieran diseminados por la zona, a más de media legua de los núcleos principales de cada feligresía, ya que no podían apoyarse mutuamente cuando caían enfermos, ni recibir instrucción de ningún tipo. Por ello, se decidió agrupar a los colonos diseminados en la aldea de El Porrosillo.
La aldea conserva en sus calles el trazado ortogonal con el que fue diseñado en época colonial.

## Economía
La economía de la pedanía se basa principalmente en la agricultura (olivar para la producción de aceite de oliva) y la ganadería, principalmente ganado ovino, que pasta en la extensa zona de dehesas de Sierra Morena, con encinas y pastos, próximas a la aldea.

## Fiestas en honor deLa Purísima Concepción
En torno al 8 de septiembre de cada año, conmemoración del día de la Natividad de la Virgen María, tienen lugar en la pedanía diversos festejos y momentos de convivencia. Durante estas fechas, los vecinos y visitantes llevan a cabo unos tradicionales encierros de reses bravas con posterior capea, pregón, gran verbena, pasacalles de cabezudos, concurso de belleza, concurso de migas, exhibición ecuestre y musical y fuegos artificiales piromusicales.

## Trashumancia
La aldea se encuentra junto a una vereda de gran importancia histórica, y aún hoy día es empleada por los ganaderos trashumantes, que aprovechan para detenerse en las dehesas que hay alrededor de la pedanía para que los ganados pazcan. Esta vereda parte de Arquillos hacia La Mancha a través de Sierra Morena, enlazando con otras veredas y cordeles, que también la conecta con la Sierra de Segura.